# HD 14221
HD 14221 — жёлто-белая звезда главной последовательности, находящаяся в созвездии Андромеда на расстоянии около 196,6 св. лет от Земли. По состоянию на 2007 год, радиус звезды оценивается в 2,33 солнечного радиуса. Исходя из отрицательной радиальной скорости, звезда приближается к Солнцу. Возраст звезды оценивается в 1,7—1,9 млрд лет. Планет у HD 14221 обнаружено не было. Звезда видима невооружённым глазом на ночном небе.